# Palaeotrachyderes laticornis
Palaeotrachyderes laticornis là một loài bọ cánh cứng trong họ Cerambycidae.